# Garrucha
Garrucha er en by og kommune i det sydøstlige Spanien i provinsen Almería. Den har et indbyggertal på 10.603 (2024) indbyggere.